# Peter van den Brink
Peter van den Brink (* 1956 in Deventer) ist ein niederländischer Kunsthistoriker.
Nach dem Studium der Kunstgeschichte an der Rijksuniversiteit Groningen arbeitete van den Brink kurzzeitig an Museen in Delft und Utrecht, bevor er 1991 als Wissenschaftler an seine Alma Mater zurückkehrte. Ab 1987 arbeitete er am Bonnefantenmuseum in Maastricht. März 2005 wurde er Direktor des Suermondt-Ludwig-Museums. 2021 trat er in den Ruhestand ein. Nachfolger in Aachen wurde Till-Holger Borchert.

## Veröffentlichungen (Auswahl)
- (Red.): Album discipolorum. J. R. J. van Asperen de Boer. Zwolle 1997.
- (Hrsg.): Brueghel enterprises. Ausstellungskatalog. Maastricht 2001.
- The Artist at Work. The crucial Role of Drawings in early sixteenth-century Antwerp Workshops. In: Jaarboek van het Koninklijk Museum voor Schone Kunsten Antwerp (2004/05), S. 159–231.
- A shattered Jigsaw Puzzle. On a partly reconstructed Altarpiece by the Master of the Antwerp Adoration. In: Wallraf-Richartz-Jahrbuch 68 (2007), S. 161–180.
- (Hrsg.): Schattengalerie. Die verlorenen Werke der Gemäldesammlung. Bestandskatalog der Gemäldegalerie Suermondt-Ludwig-Museum Aachen. Ausstellungskatalog. Hirmer, München 2008.
- (Hrsg.): Joos van Cleve. Leonardo des Nordens. Ausstellungskatalog. Belser, Stuttgart 2011.
- (Hrsg.): Cornelis Bega. Eleganz und raue Sitten. Ausstellungskatalog. Belser, Stuttgart 2012.
- mit Sarvenaz Ayooghi (Hrsg.): Karls Kunst. Ausstellungskatalog. Sandstein-Verlage, Dresden 2014.
- mit Dagmar Preising, Michel Polfer (Hrsg.): Blut und Tränen. Albrecht Bouts und das Antlitz der Passion. Ausstellungskatalog. Schnell & Steiner, Regensburg 2016.
- mit Dan Ewing, Robert Wenley (Hrsg.): „Truly bright and memorable“. Jan de Beer’s Renaissance Altarpieces. Ausstellungskatalog. London 2019.
- (Hrsg.): Dürer war hier. Eine Reise wird Legende. Ausstellungskatalog. Michael Imhof Verlag, Petersberg 2021.
- The Crucifixion of 1507 by Jacob Cornelisz. An early netherlandish Masterpiece and the Impact of Albrecht Dürer. In: Giulia Bartrum (Hrsg.): Dürer unseen. London 2022, S. 67–92.
- On Art and Connoisseurship. Max Friedländer, the Master of the 1540s and his female Portrait in the Wallraf-Richartz-Museum. In: Wallraf-Richartz-Jahrbuch 84 (2023), S. 39–68.